# Parco fotovoltaico di Montalto di Castro
La centrale fotovoltaica di Montalto di Castro si trova in provincia di Viterbo. Il progetto è stato sviluppato dalla società indipendente SunRay, ed in seguito acquisito da SunPower. Il parco solare è tra i più grandi progetti fotovoltaici in Italia.
Il progetto è stato realizzato in varie fasi. Nella prima fase, completata alla fine del 2009, si è ottenuta una capacità totale di 24 MW.
L'impianto utilizza pannelli fotovoltaici ed inseguitori della ditta SunPower.
La seconda fase (da 8 MW) è stata commissionata nel 2010. La terza e la quarta fase sono state invece completate nel dicembre 2010, per un totale di 44 MW.
Nel dicembre 2010 SunPower ha completato la vendita del parco solare di Montalto di Castro ad un consorzio di investitori internazionali. Tale azienda ha progettato e costruito l'impianto solare e fornirà poi il servizio di manutenzione per conto dei nuovi proprietari.